# Amendamentele Reconstrucției
Amendamentele Reconstrucției sau Amendamentele Războiului Civil sunt amendamentele XIII, XIV și XV la Constituția Statelor Unite adoptate între 1865 și 1870. Acestea au fost parte a reformelor legislative implementate în Sudul Statelor Unite după încheierea Războiului Civil American.
Al treisprezecelea amendament - propus în 1864 și ratificat în 1865 - a abolit sclavia și servitutea involuntară, cu excepția celor care au fost condamnați pentru o crimă. Al paisprezecelea amendament — propus în 1866 și ratificat în 1868 — abordează drepturile cetățeniei și protecția egală a tuturor persoanelor în fața legii. Al cincisprezecelea amendament — propus în 1869 și ratificat în 1870 — interzice refuzul dreptului de vot cetățenilor pe criterii de rasă, culoare sau stare anterioară de robie. Bărbații de toate rasele, chiar dacă au fost sclavi în trecut, puteau vota în unele state, precum New Jersey, dacă îndeplineau alte condiții precum deținerea de proprietăți private.
Aceste amendamente garantau libertatea foștilor sclavi, acordau acestora anumite drepturi cetățenești și îi protejau împotriva discriminării. În ciuda adoptării acestor amendamente, drepturile persoanelor de culoare au fost încălcate de legile statale și hotărârile instanțelor federale pe parcursul secolului al XIX-lea.

## Context
Amendamentele Reconstrucției au fost adoptate între 1865 și 1870, reformele fiind inițiate imediat după încheierea Războiului Civil. La momentul respectiv, Constituția fusese modificată ultima dată în 1804, cu peste 60 de ani în urmă, cu ocazia ratificării celui de al XII-lea amendament⁠(d).
Aceste trei amendamente au fost propuse în perioada Reconstrucției. Susținătorii lor considerau că prin intermediul acestora vor transforma Statele Unite dintr-o țară care era — în cuvintele lui Abraham Lincoln — „jumătate sclavă și jumătate liberă” într-una în care „binecuvântările libertății” garantate prin Constituție vor fi extinse la întreaga populație, inclusiv la foștii sclavi și descendenții acestora.

## Al XIII-lea amendament
Al treisprezecelea amendament la Constituția Statelor Unite a abolit sclavia și servitutea involuntară, cu excepția celor care au fost condamnați pentru o crimă. A fost adoptat de Senatul Statelor Unite la 8 aprilie 1864 și, după un vot nereușit și numeroase manevre legislative din partea administrației Lincoln, Camera s-a conformat la 31 ianuarie 1865. Măsura a fost ratificată urgent de aproape toate statele nordice (cu excepția statelor Delaware, New Jersey și Kentucky) și un număr suficient de state de graniță (i.e. state sclavagiste care nu fac parte din Confederație) până la 6 decembrie 1865. La 18 decembrie 1865, secretarul de stat William H. Seward a promulgat amendamentul. Acesta a devenit parte a Constituției la 61 de ani după cel de-al doisprezecelea amendament⁠(d).
Sclavia a fost formulată tacit în Constituția originală, în prevederi precum Articolul I, Secțiunea 2, Clauza 3, cunoscută sub denumirea de Compromisul celor trei cincimi⁠(d) (i.e. 3/5 din populația înrobită a fiecărui stat trebuia adăugată la populația sa liberă în vederea repartizării⁠(d) locurilor în Camera Reprezentanților și a impozitelor directe⁠(d) între state). Deși mulți sclavi au fost declarați liberi prin Proclamația de emancipare a lui Lincoln din 1863, statutul lor juridic după încheierea Războiului Civil American a fost incert.

## Al XIV-lea amendament
Al paisprezecelea amendament la Constituția Statelor Unite a fost propus de Congres la 13 iunie 1866. Până la 9 iulie 1868, a fost ratificat de suficient de multe state încât să devină în mod oficial al XIV-lea amendament. La 20 iulie 1868, secretarul de stat William Seward a certificat ratificarea și a fost adăugat la Constituție. Acesta aborda drepturile cetățenilor și protecția acestora în fața legii, fiind o reacție la modul în care erau tratați sclavii eliberați⁠(d) după război. Amendamentul a fost vehement contestat, în special de către statele sudice, care au fost obligate să-l ratifice pentru a-și putea trimite delegațiile în Congres. Al XIV-lea amendament reprezintă una dintre cele mai controversate părți din Constituție, fiind obiectul a numeroase decizii de referință precum Roe v. Wade (1973) - despre problema avortului - și Bush v. Gore⁠(d) (2000) - despre alegerile prezidențiale din 2000.
Prima secțiune a amendamentului include mai multe clauze: Clauza Citizenship⁠(d), Clauza Privileges or Immunities⁠(d), Clauza Due Process⁠(d) și Clauza Equal Protection⁠(d). Prima clauza include o definiție cuprinzătoare a cetățeniei, anulând decizia Curții Supreme în cazul Dred Scott v. Sandford (1857), care susținea că urmașii sclavilor africani nu putea fi cetățeni ai Statelor Unite. Clauza privind privilegiile și imunitățile cetățenilor a fost interpretată în așa fel încât să aibă foarte puțină influență. Deși „secțiunea a II-a a celui de-al XIV-lea amendament reduce numărul reprezentanților în Congres pentru statele care neagră dreptul de vot pe criterii de rasă”, aceasta nu a fost implementată când statele din sud au privat de dreptul de vot⁠(d) toate persoanele de culoare spre sfârșitul secolului al XIX-lea și începutul secolului al XX-lea.
Clauza Due Process interzice guvernelor statale și locale să priveze persoanele de viață, libertate sau proprietate fără o procedură echitabilă. Această clauză a fost, de asemenea, utilizată de sistemul judiciar federal atât pentru a implementa amendamentele din Bill of Rights în toate statele⁠(d), cât și pentru a recunoaște condițiile procedurale⁠(d) și de fond⁠(d) pe care legislația statală trebuie să le îndeplinească.
Clauza Equal Protection solicită fiecărui stat al Uniunii să ofere protecție în fața legii în mod egal tuturor indivizilor aflați în jurisdicția⁠(d) sa. Această prevedere a stat la baza hotărârilor Curții Supreme în cazurile Brown v. Board of Education⁠(d) (1954), unde segregarea rasială⁠(d) în școlile publice a fost declarată neconstituțională, și Loving v. Virginia⁠(d) (1967), unde legile împotriva căsătoriilor interrasiale au fost interzise.

## Implementare
În ciuda adoptării acestor amendamente, drepturile persoanelor de culoare au fost încălcate de legile statale și hotărârile instanțelor federale pe parcursul secolului al XIX-lea. Acestea au fost implementate la nivel național abia în a doua jumătate a secolului al XX-lea. Începând din 1876, unele state au adoptat legile Jim Crow prin care drepturile afro-americanilor erau limitate. Mai mult, au existat decizii importante ale Curții Supreme care au zădărnicit promisiunile amendamentelor: Slaughter-House Cases⁠(d) (1873) — au împiedicat acordarea drepturilor garantate de al XIV-lea amendament, în special de clauza privind privilegiile și imunitățile cetățenilor, la nivel de stat — și Plessy v. Ferguson⁠(d) (1896), unde își are originea expresia „segregați, dar egali⁠(d)” și în care au fost aprobate legile Jim Crow. Numai odată cu hotărârea Curții Supreme în cazul Brown v. Board of Education⁠(d) (1954), respectiv adoptarea legii drepturilor civile din 1964 și a celei pentru drepturile de vot din 1965 au fost recunoscute drepturile acordate de aceste amendamente.